# Real Academia Flamenca de Ciencias y Artes de Bélgica
La Real Academia Flamenca de Ciencias y Artes de Bélgica (en neerlandés: Koninklijke Academie voor Wetenschappen, Letteren en Schone Kunsten van België) es la academia científica y humanística de la región flamenca de Bélgica.
La primera academia en Bélgica fue fundada en 1772 por la emperatriz María Teresa de Austria. La Academia Imperial y Real de Ciencias y Letras de Bruselas fue el instrumento del poder imperial para organizar y controlar la vida intelectual en los Países Bajos Austriacos. Esta institución no sobrevivió a la ocupación francesa de las regiones belgas. Guillermo I, rey del Reino Unido de los Países Bajos desde 1815, reinstituyó la Academia en 1816. Encontró su lugar permanente en el orden social solamente después de que Bélgica se hubiera independizado en 1830. En 1845 adquirió el título Académie Royale des Sciences, des Lettres, et des Beaux-Arts de Belgique, y se dividió en tres clases: ciencias, humanidades y bellas artes.
Desde su independencia, Bélgica fue oficialmente bilingüe (neerlandés y francés), aunque el francés era preponderante en la educación superior. Por lo tanto, la Academia era principalmente una institución francófona. Poco a poco, sin embargo, el neerlandés adquirió una importancia cercana a la del francés. En Flandes -el norte de Bélgica-, el neerlandés reemplazó al francés en la educación superior en los años treinta del siglo XX. El resultado lógico fue la creación en 1938 de la Real Academia de Ciencias, Letras y Bellas Artes de Bélgica (Koninklijke Academie voor Wetenschappen, Letteren en Schone Kunsten van België), de lengua neerlandesa. Desde entonces la función de la Academia fue fomentar la ciencia y las artes en la parte flamenca del país, mientras que la Academie Royale continuó cumpliendo la misma función en la parte francófona.
Los primeros años de la nueva academia no fueron favorables, porque el estallido de la Segunda Guerra Mundial frenó sus actividades. En 1945, sin embargo, pudo iniciar de manera adecuada sus actividades. En 1988 el jubileo de oro de la academia conmemoró medio siglo de actividad intelectual. Esto se expresó en más de 1.500 publicaciones, en la organización de muchos coloquios y en las actividades de sus comités de trabajo.